# Karlsdals bruksförsamling
Karlsdals bruksförsamling var en bruksförsamling inom Svenska kyrkan, belägen i Karlstads stift i nuvarande Karlskoga kommun. Församlingen uppgick 1922 i Karlskoga församling.
Kyrka var Karlsdals kapell.

## Administrativ historik
Församlingen bildades som kapellförsamling 1759 genom en utbrytning ur Karlskoga församling, dit den återgick 17 mars 1922.